# NGC 7425
NGC 7425 (również PGC 70097) – galaktyka spiralna z poprzeczką (SB0-a), znajdująca się w gwiazdozbiorze Wodnika. Odkrył ją w 1886 roku Frank Muller.